# The Erasure Show
The Erasure Show – Live in Cologne – koncertowy album brytyjskiego zespołu Erasure, wydany w 2007. Koncert zarejestrowano 25 października 2005 w Kolonii.

## Utwory
| #   | Tytuł                                     | Długość | Album                  |
| --- | ----------------------------------------- | ------- | ---------------------- |
| 1.  | Intro („Rock a Bye Baby”)                 | 2:35    |                        |
| 2.  | „No Doubt”                                | 4:47    | Nightbird              |
| 3.  | „Hideaway”                                | 4:41    | The Circus             |
| 4.  | „Victim of Love”                          | 3:37    | The Circus             |
| 5.  | „Knocking on Your Door”                   | 3:00    | Crackers International |
| 6.  | „The Circus”                              | 4:28    | The Circus             |
| 7.  | „Breathe”                                 | 3:38    | Nightbird              |
| 8.  | „Ship of Fools”                           | 4:23    | The Innocents          |
| 9.  | „Drama!”                                  | 4:11    | Wild!                  |
| 10. | „All This Time Still Falling Out of Love” | 4:38    | Nightbird              |
| 11. | „Stop!”                                   | 3:52    | Crackers International |
| 12. | „Rapture”                                 | 4:31    | Cowboy                 |
| 13. | „Ave Maria”                               | 3:05    |                        |
| 14. | „Breath of Life”                          | 4:26    | Chorus                 |
| 15. | „A Little Respect”                        | 4:02    | The Innocents          |
| 16. | „I Broke It All In Two”                   | 4:17    | Nightbird              |
| 17. | „Chains of Love”                          | 3:50    | The Innocents          |
| 18. | „Chorus”                                  | 4:29    | Chorus                 |
| 19. | „Love to Hate You”                        | 4:20    | Chorus                 |
| 20. | „Blue Savannah”                           | 4:45    | Wild!                  |
| 21. | „Always”                                  | 3:57    | I Say I Say I Say      |
| 22. | „Who Needs Love Like That”                | 2:45    | Wonderland             |
| 23. | „Oh L’amour”                              | 5:23    | Wonderland             |
| 24. | „I Bet You're Mad at Me”                  | 3:43    | Nightbird              |
| 25. | „Sometimes”                               | 4:18    | The Circus             |

## Bonusowy materiał
1. „In My Arms” (Live in Copenhagen)
2. „Make Me Smile (Come Up and See Me)” (Live in Copenhagen)
3. „Piano Song” (Live in Copenhagen)
4. Making of featurette
5. Wywiad z Andym Bellem i Vince’em Clarkiem

Promocyjne teledyski:
1. „Breathe”
2. „Don't Say You Love Me”
3. „All This Time Still Falling Out of Love”